# Semana Santa en Ronda
La Semana Santa en Ronda, declarada de Interés Turístico Andaluz, es, desde el punto de vista religioso, uno de los más importantes acontecimientos que se produce cada año en la ciudad, celebrándose en la semana del primer plenilunio de la primavera.
La semana abarca desde el Domingo de Ramos hasta el siguiente domingo que es el Domingo de Resurrección, procesionando, salvo el Martes Santo y el Sábado Santo, imágenes representando la Pasión de Cristo sumando en su totalidad (la semana) hasta 15 desfiles procesionales realizados por 14 hermandades.
Algunos tronos llevan el acompañamiento musical de Bandas de Música, Agrupaciones Musicales o Capillas Musicales.

## Orígenes
Los orígenes de la Semana Santa de Ronda se remontan a la conquista de la ciudad por los Reyes Católicos, siendo un evento religioso sin parangón y una de las tradiciones de carácter espiritual, cultural, artística y popular más arraigada en nuestra ciudad.
Los primeros datos que existen datan de 1538. Al efecto existen documentos en el que se aprueba el 29 de mayo de la citada fecha la Regla de la Antigua Hermandad de Paz y Caridad actualmente convertida en la Venerable, Ilustre y Santa Hermandad Sacramental de Paz y Caridad y de la Vera Cruz, Sangre y Llagas de Nuestro Señor Jesucristo, María Santísima de la Luz, Nuestro Señor del Perdón, María Santísima de las Penas en el Misterio de su Inmaculada Concepción, San Francisco y Santa Clara de Asís y San Juan de Dios, por parte del obispo de Málaga, Sr. Fray Bernardo Manrique.
En 1574 existen las reglas de la Real Hermandad del Santo Entierro de Cristo y Nuestra Señora de la Soledad.
Otra referencia importante se vincula a la Hermandad del Santísimo Cristo de la Sangre apareciendo algunos documentos y crónicas de Ronda en 1568, aunque la referencia más clara la tenemos en la Historia de Ronda escrita por Moretti (siglo XIX) donde hace mención a que la Hermandad del Cristo de la Sangre estaba consolidada ya en la iglesia de San Juanico de Letrán el Real en el año 1683.
Existe carta de un hermano solicitando un certificado a la Hermandad de Nuestra Señora de las Angustias del 4 de septiembre de 1690. Así mismo la Hermandad del Santísimo Cristo de los Remedios se reorganizó en 1844, fusionándose con la Hermandad de las Angustias en 1959.
De 1713 se conserva un recibo por el pago de diez Misas por el alma del hermano D. Diego de Chaves de la Hermandad de Nuestro Señor Ecce-Homo, lo que nos hace pensar que ya llevaba algún tiempo creada la citada Hermandad, continuando con vida propia de forma ininterrumpida hasta la actualidad. Lo mismo ocurre con la Hermandad de Nuestro Padre Jesús Nazareno y de La Soledad, en la que la primera referencia histórica de la que se dispone es un listado de hermanos de cera en la procesión, fechado en 1.698, lo que nos indica que en ese año ya llevaba varios constituida.
Prosiguiendo con la demostración del arraigo histórico de nuestras Hermandades y, por ende, de nuestra Semana Santa, decir que la Hermandad de Nuestra Señora de la Soledad se creó en 1721, reorganizándose en 1948, ya como Hermandad de María Santísima en la Soledad.
En nuestro siglo y concretamente en la década de los 40 surgió la popular Hermandad de Nuestro Padre Jesús en la Columna y Nuestra Señora de la Esperanza. En la década de los 50 surge la Hermandad de Nuestro Padre Jesús en su Entrada Triunfal en Jerusalén, conocida popularmente como La Pollinica y la Hermandad de Nuestro Señor Orando en el Huerto que recientemente ha celebrado su cincuentenario.
Es de importancia resaltar la reciente constitución de las siguientes Hermandades: La Cofradía Sacramental y Hermandad de Nuestro Padre Jesús del Prendimiento y María Santísima del Rosario en su Misterio Doloroso. Y por otra parte la gran familia gitana de Ronda ha recuperado una vieja idea, que se remonta a mediados de siglo, cuando quisieron poner en marcha la Hermandad de Nuestro Padre Jesús de la Salud en su Prendimiento y María Santísima de la Amargura, conocido como vulgo de los gitanos.
Para finalizar con esta breve reseña histórica sobre el origen, raigambre y antigüedad de nuestra Semana Santa, mencionar que desde 1990, en vía crucis, procesiona Nuestro Señor Cautivo y Nuestra Señora de la Salud, perteneciente a las Hermandades de las Angustias y a Nuestro Señor Orando en el Huerto.
Cuentan que Miguel de Cervantes frecuentaba a finales del siglo XVI la ciudad procedente de Sevilla para cobrar los tributos, en su cargo de alcabalero del Rey. Cervantes tuvo la oportunidad de conocer varias Hermandades rondeñas como la del Santo Entierro o la de la Vera Cruz.

## Días de Pasión y hermandades
Las catorce hermandades rondeñas realizan un total de quince desfiles procesionales según el siguiente detalle:

### Viernes de Dolores
- Viacrucis "El Cautivo y la Virgen de la Salud", (perteneciente a la hermandad de las Angustias y el Huerto y que lo sacan los jóvenes cofrades).

A pesar de no salir en la Semana Santa propiamente dicha, cuenta con gran fervor popular entre los rondeños.

### Domingo de Ramos
- Hermandad de "La Pollinica": Hermandad de Nuestro Padre Jesús en su Entrada Triunfal en Jerusalén y María Santísima de la Paloma (dos pasos).

- Hermandad del "Prendimiento": Hermandad de Nuestro Padre Jesús del Prendimiento, Nuestra Señora del Rosario en sus Misterios Dolorosos y San Juan Evangelista (dos pasos).

- Hermandad de "Los Gitanos": Hermandad de Nuestro Padre Jesús de la Salud en su prendimiento y María Santísima de la Amargura (dos pasos).

### Lunes Santo
- Hermandad de "Ntro. Señor Orando en el Huerto": Real Cofradía Penitencial de Nuestro Señor Orando en el Huerto y María Santísima Consuelo de las Tristezas (dos pasos).El primer paso fue tallado por el escultor granadino Daniel Gutiérrez Ruiz.amen

### Martes Santo
El Martes Santo no existe, en la Semana Santa de Ronda, estación de penitencia alguna, por lo que desde 1974 se viene realizando un Vía Crucis organizado por la Agrupación de hermandades y cofradías de la ciudad.

### Miércoles Santo
- Hermandad de "La Columna": Hermandad de Nuestro Padre Jesús en la Columna y María Santísima de la Esperanza (dos tronos).
- Hermandad de "El Silencio": Hermandad Sacramental del Santísimo Cristo de la Sangre y Nuestra Señora del Mayor Dolor (un trono).

### Jueves Santo
- Hermandad de la "Vera Cruz": Venerable, Ilustre y Santa Hermandad Sacramental de Paz y Caridad y de la Vera Cruz, Sangre y Llagas de Nuestro Señor Jesucristo, María Santísima de la Luz, Nuestro Señor del Perdón, María Santísima de las Penas en el Misterio de su Inmaculada Concepción, San Francisco y Santa Clara de Asís y San Juan de Dios (dos pasos).

- Hermandad del "Ecce-Homo": Hermandad de Nuestro Señor del Ecce-Homo, Cristo de la Buena Muerte y Nuestra Señora del Buen Amor (dos tronos y un Cristo portado a hombros por el Tercio de la Legión de Ronda).

### Madrugá
- Hermandad de "Padre Jesús": Antigua y Venerable Hermandad de Nuestro Padre Jesús Nazareno y Nuestra Señora de los Dolores (dos pasos).

### Viernes Santo
- Hermandad de "Las Angustias": Venerable Hermandad Trinitaria del Santísimo Cristo de los Remedios y Nuestra Señora de las Angustias (dos tronos).
- Hermandad del "Santo Entierro": Real Hermandad del Santo Entierro de Cristo, Nuestra Señora de la Soledad, Cristo Resucitado y Nuestra Señora del Loreto (dos tronos).
- Hermandad de "La Soledad": Hermandad de María Santísima de la Soledad (un trono).

### Domingo Resurrección
- Hermandad del "Resucitado": Real Hermandad del Santo Entierro de Cristo, Nuestra Señora de la Soledad, Cristo Resucitado y Nuestra Señora del Loreto (Dos pasos). Como curiosidad el paso de la Virgen es el único que es portado por mujeres costaleras.